# Đỗ Thu Nương

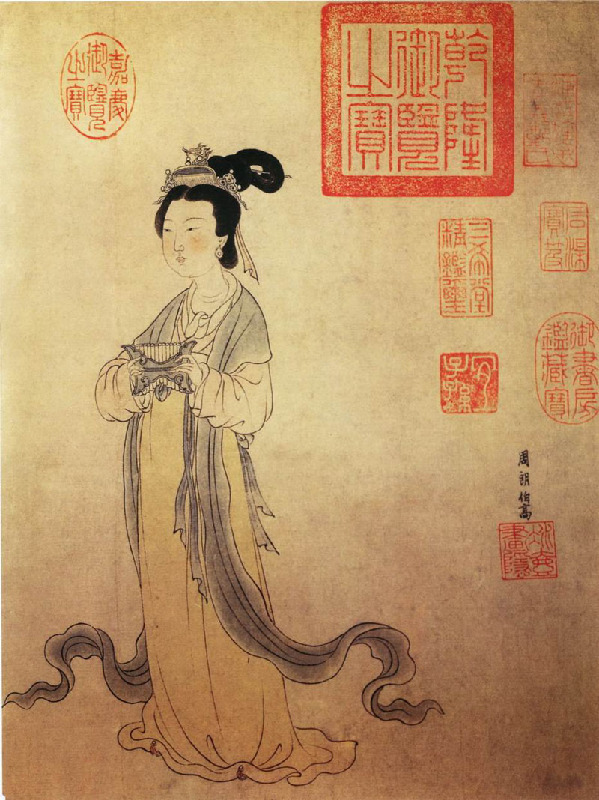
Diễn họa Đỗ Thu Nương.

Đỗ Thu (chữ Hán: 杜秋), cũng gọi Đỗ Trọng Dương (杜仲陽), hậu thế xưng gọi 「Đỗ Thu Nương; 杜秋娘」, là một phi tần của Đường Hiến Tông Lý Thuần và là một nữ thi nhân, nữ quan triều Đường.
Bà là người phụ nữ duy nhất được xướng tên trong Đường thi tam bách thủ.

## Hành trạng
Đỗ Thu Nương người Kim Lăng (nay là Nam Kinh), xuất thân không rõ. Năm 15 tuổi, Đỗ thị là thiếp của Trấn Hải Tiết độ sứ Lý Kĩ (李錡) - một hậu duệ của Trịnh Hiếu vương Lý Lượng (李亮), con trai thứ 8 của Đường Thái Tông Lý Thế Dân. Năm Nguyên Hòa thứ 2 (807), Lý Kĩ tạo phản, Đỗ thị bị nạp vào Dịch đình, sau được Đường Hiến Tông sủng hạnh.
Năm Nguyên Hòa thứ 15 (820), Đường Mục Tông Lý Hằng đăng vị, mệnh Đỗ thị làm Phó mẫu cho con của ông là Hoàng lục tử Chương vương Lý Tấu (李凑). Chức vị Phó mẫu có địa vị cao trong cung, vì đó là người chuyên truyền đạt tri thức cho hoàng tử hoặc con cháu quan viên, nhiệm vụ cùng địa vị đồng thời có thể sánh với bảo mẫu. Sau đó, Lý Tấu bị tước đi tước vị Chương vương, Đỗ thị được cho về cố hương.
Đại thi nhân Đỗ Mục khi đi qua Kim Lăng, từng đến thăm Đỗ thị, trông thấy bà đang ở cảnh cơ hàn đạm bạc, bèn làm một đầu Đỗ Thu Nương thi (杜秋娘詩), tóm tắt thân thế về bà. Trong đoạn thơ ấy, có một đoạn chú:
| Nguyên văn ... 勸君莫惜金縷衣， 勸君惜取少年時。 花開堪折直須折， 莫待無花空折枝。 李錡常唱此辭。 | Phiên âm ... Khuyến quân mạc tích kim lũ y, Khuyến quân tích thủ thiếu niên thời. Hoa khai kham chiết trực tu chiết, Mạc đãi vô hoa không chiết chi. Lý Kĩ thường xướng thử từ. |

Đoạn chú thất tuyệt này "Kim lũ y" không nói rõ ai làm, cũng không nói là của Đỗ Thu Nương, nhưng hậu thế lại thường xem là tác phẩm của bà, bao gồm Đường thi tam bách thủ.

## Đỗ Thu Nương thi
| “                        | 杜秋，金陵女也。年十五，為李錡妾。後錡叛滅，籍之入宮，有寵於景陵。穆宗即位，命秋為皇子傅姆，皇子壯，封漳王。鄭注用事，誣丞相欲去異己者，指王為根，王被罪廢削，秋因賜歸故鄉。予過金陵，感其窮且老，為之賦詩。 京江水清滑，生女白如脂。 其間杜秋者，不勞朱粉施。 老濞即山鑄，後庭千雙眉。 秋持玉斝醉，與唱《金縷衣》。〈勸君莫惜金縷衣，勸君須惜少年時。花開堪折直須折，莫待無花空折枝。李錡長唱此辭。〉 濞既白首叛，秋亦紅淚滋。 吳江落日渡，灞岸綠楊垂。 聯裾見天子，盼〈普莧切。〉眄〈莫見切。〉獨依依。 椒壁懸錦幕，鏡奩蟠蛟螭。 低鬟認新寵，窈裊復融怡。 月上白璧門，桂影涼參差。 金階露新重，閑捻紫簫吹。〈《晉書》：盜開涼州張駿塚，得紫玉簫。〉 莓苔夾城路，南苑鴈初飛。 紅粉羽林仗，獨賜辟邪旗。 歸來煑豹胎，饜飫不能飴。 咸池昇日慶，銅雀分香悲。 雷音後車遠，事往落花時。 燕禖得皇子，壯髮綠緌緌。 畫堂授傅姆，天人親捧持。 虎睛珠絡褓，金盤犀鎮帷。 長楊射熊羆，武帳弄啞咿。 漸拋竹馬劇，稍出舞雞奇。 嶄嶄整冠珮，侍宴坐瑤池。 眉宇儼圖畫，神秀射朝輝。 一尺桐偶人，江充知自欺。 王幽茅土削，秋放故鄉歸。 觚稜拂斗極，迴首尚遲遲。 四朝三十載，似夢復疑非。 潼關識舊吏，吏髮已如絲。 卻喚吳江渡，舟人那得知。 歸來四鄰改，茂苑草菲菲。 清血灑不盡，仰天知問誰。 寒衣一疋素，夜借隣人機。 我昨金陵過，聞之為歔欷。 自古皆一貫，變化安能推。 夏姬滅兩國，逃作巫臣姬。 西子下姑蘇，一舸逐鴟夷。 織室魏豹俘，作漢太平基。 悞置代籍中，兩朝尊母儀。 光武紹高祖，本係生唐兒。 珊瑚破高齊，作婢舂黃糜。 蕭後去揚州，突厥為閼氏。 女子固不定，士林亦難期。 射鉤後呼父，釣翁王者師。 無國要孟子，有人毀仲尼。 秦因逐客令，柄歸丞相斯。 安知魏齊首，見斷簣中屍。 給喪蹶張輩，廊廟冠峩危。 珥貂七葉貴，何妨戎虜支。 蘇武卻生返，鄧通終死饑。 主張既難測，翻覆亦其宜。 地盡有何物，天外復何之？ 指何為而捉，足何為而馳？ 耳何為而聽，目何為而窺？ 己身不自曉，此外何思惟。 因傾一樽酒，題作《杜秋詩》。 愁來獨長詠，聊可以自貽。 . Đỗ Thu, Kim Lăng nữ dã. Niên thập ngũ, vi Lý Kĩ thiếp. Hậu Kĩ bạn diệt, tịch chi nhập cung, hữu sủng vu Cảnh Lăng. Mục Tông tức vị, mệnh Thu vi Hoàng tử phó mỗ, hoàng tử tráng, phong Chương vương. Trịnh chú dụng sự, vu thừa tương dục khứ dị kỷ giả, chỉ Vương vi căn, Vương bị tội phế tước, Thu nhân tứ quy cố hương. Dư quá Kim Lăng, cảm kỳ cùng thả lão, vi chi phú thi. Kinh giang thủy thanh hoạt, sinh nữ bạch như chi. Kỳ gian đỗ thu giả, bất lao chu phấn thi. Lão tị tức sơn chú, hậu đình thiên song mi. Thu trì ngọc giả túy, dữ xướng 《Kim lũ y》. 〈 Khuyến quân mạc tích kim lũ y, khuyến quân tu tích thiếu niên thời. Hoa khai kham chiết trực tu chiết, mạc đãi vô hoa không chiết chi. Lý kĩ trường xướng thử từ. 〉 Tị kí bạch thủ bạn, thu diệc hồng lệ tư. Ngô giang lạc nhật độ, bá ngạn lục dương thùy. Liên cư kiến thiên tử, phán 〈 phổ hiện thiết. 〉 miện 〈 mạc kiến thiết. 〉 độc y y. Tiêu bích huyền cẩm mạc, kính liêm bàn giao li. Đê hoàn nhận tân sủng, yểu niểu phục dung di. Nguyệt thượng bạch bích môn, quế ảnh lương tham soa. Kim giai lộ tân trọng, nhàn niệp tử tiêu xuy. 〈《Tấn thư》: Đạo khai lương châu trương tuấn trủng, đắc tử ngọc tiêu. 〉 Môi đài giáp thành lộ, nam uyển nhạn sơ phi. Hồng phấn vũ lâm trượng, độc tứ tích tà kỳ. Quy lai chử báo thai, yếm ứ bất năng di. Hàm trì thăng nhật khánh, đồng tước phân hương bi. Lôi âm hậu xa viễn, sự vãng lạc hoa thời. Yến môi đắc hoàng tử, tráng phát lục nhuy nhuy. Họa đường thụ phó mỗ, thiên nhân thân phủng trì. Hổ tình châu lạc bảo, kim bàn tê trấn duy. Trường dương xạ hùng bi, võ trướng lộng ách y. Tiệm phao trúc mã kịch, sảo xuất vũ kê kỳ. Tiệm tiệm chỉnh quan bội, thị yến tọa dao trì. Mi vũ nghiễm đồ họa, thần tú xạ triều huy. Nhất xích đồng ngẫu nhân, giang sung tri tự khi. Vương u mao thổ tước, thu phóng cố hương quy. Cô lăng phất đấu cực, hồi thủ thượng trì trì. Tứ triều tam thập tái, tự mộng phục nghi phi. Đồng quan thức cựu lại, lại phát dĩ như ti. Khước hoán ngô giang độ, chu nhân na đắc tri. Quy lai tứ lân cải, mậu uyển thảo phỉ phỉ. Thanh huyết sái bất tẫn, ngưỡng thiên tri vấn thùy. Hàn y nhất sơ tố, dạ tá lân nhân cơ. Ngã tạc kim lăng quá, văn chi vi hư hi. Tự cổ giai nhất quán, biến hóa an năng thôi. Hạ Cơ diệt lưỡng quốc, đào tác vu thần cơ. Tây Tử hạ cô tô, nhất khả trục si di. Chức thất ngụy báo phu, tác hán thái bình cơ. Ngộ trí đại tịch trung, lưỡng triều tôn mẫu nghi. Quang võ thiệu cao tổ, bổn hệ sinh đường nhi. San hô phá cao tề, tác tì thung hoàng mi. Tiêu hậu khứ dương châu, đột quyết vi át thị. Nữ tử cố bất định, sĩ lâm diệc nan kỳ. Xạ câu hậu hô phụ, điếu ông vương giả sư. Vô quốc yếu mạnh tử, hữu nhân hủy trọng ni. Tần nhân trục khách lệnh, bính quy thừa tương tư. An tri ngụy tề thủ, kiến đoạn quĩ trung thi. Cấp tang quyết trương bối, lang miếu quan nga nguy. Nhị điêu thất diệp quý, hà phương nhung lỗ chi. Tô võ khước sinh phản, đặng thông chung tử cơ. Chủ trương kí nan trắc, phiên phúc diệc kỳ nghi. Địa tẫn hữu hà vật, thiên ngoại phục hà chi? Chỉ hà vi nhi tróc, túc hà vi nhi trì? Nhĩ hà vi nhi thính, mục hà vi nhi khuy? Kỷ thân bất tự hiểu, thử ngoại hà tư duy. Nhân khuynh nhất tôn tửu, đề tác 《Đỗ Thu thi》. Sầu lai độc trường vịnh, liêu khả dĩ tự di. | ” |
| — Nguyên văn và phiên âm | |   |